# William Smith (birkózó)
William T. Smith (Portland, Oregon, 1928. szeptember 17. – Humboldt, Iowa, 2018. március 20.) olimpiai bajnok amerikai birkózó.

## Pályafutása
Az 1952-es helsinki olimpián szabadfogás, váltósúlyban aranyérmet szerzett.

## Sikerei, díjai
- Olimpiai játékok
  - aranyérmes: 1952, Helsinki